# Erythrus blairi
Erythrus blairi är en skalbaggsart som beskrevs av J. Linsley Gressitt 1939. Erythrus blairi ingår i släktet Erythrus och familjen långhorningar. Inga underarter finns listade i Catalogue of Life.